# Динеларис, Александр (младший)
Александр Динеларис-мл. (англ. Alexander Dinelaris Jr.; 20 марта 1968, Нью-Йорк) — американский сценарист и продюсер, который выиграл премию «Оскар» за лучший оригинальный сценарий за фильм 2014 года «Бёрдмэн» на 87-й церемонии вручения премии в 2015 году. Также написал книгу для бродвейского мюзикла «On Your Feet» («На твоих ногах») о жизни и карьере Глории Эстефан. За это он был номинирован на Премию общества критиков (англ. National Book Critics Circle Award) за выдающуюся книгу мюзикла.

## Биография
После тяжелой юности, проведенной в Нью-Йорке, он получил стипендию в Университете Барри в Майами (Флорида), что, по его собственным словам, изменило жизнь. Он начал писать пьесы в 1990 году после завершения обучения на режиссёра. Алехандро Гонсалес Иньярриту, режиссёр «Бёрдмэн», узнав о его Офф-Бродвейской пьесе «Still Life» в 2009 году, попросил Александра помочь ему со сценарием для его фильма «Бьютифул».
Иньярриту и Динеларис написали сценарий для «Бёрдмэн» вместе с Николасом Джакобоне и Армандо Бо, которые также участвовали в работе над «Бьютифул». Четыре режиссёра работали вместе над телесериалом «Один процент», первый сезон которого заказал американский телеканал Starz.
В 2010 году у него родилась дочь.

## Награды
- «Оскар» за лучший оригинальный сценарий за фильм 2014 года «Бёрдмэн».
- Премия «Золотой глобус» за лучший сценарий «Бёрдмэн».
- Премия BAFTA за лучший оригинальный сценарий.